# Jan Quast (Nederlands politicus)
Jan Quast (Velp, 7 december 1921) is een Nederlands politicus van de PvdA.
Zijn vader was rijksbelasting-ambtenaar en toen hij 2 jaar oud was, verhuisde het gezin naar Apeldoorn. Hij heeft de ulo gedaan en was tot 1953 werkzaam als boekhouder/bedrijfsleider. Daarnaast was hij actief in de lokale politiek. Hij was betrokken bij de oprichting van de Apeldoornse PvdA-afdeling in 1946 en kwam voor die partij in 1949 in de gemeenteraad van Apeldoorn. In 1953 werd hij daar wethouder wat hij zou blijven tot 1970 toen hij door strubbelingen binnen de afdeling bij de gemeenteraadsverkiezingen op een onverkiesbare plaats kwam. In november 1971 werd Quast benoemd tot burgemeester van de Zuid-Hollandse gemeente Numansdorp. Op 1 januari 1984 fuseerde Numansdorp met Klaaswaal tot de nieuwe gemeente Cromstrijen waarmee zijn functie kwam te vervallen. Hij ging vervroegd met pensioen en verhuisde daarna naar Enschede.